# 꾸라이쉬 (수라)
| 이 전 알필 | 수라 106 (아랍어 원문) | 다 음 알 마운 |
| 1 2 3 4 5 6 7 8 9 10 11 12 13 14 15 16 17 18 19 20 21 22 23 24 25 26 27 28 29 30 31 32 33 34 35 36 37 38 39 40 41 42 43 44 45 46 47 48 49 50 51 52 53 54 55 56 57 58 59 60 61 62 63 64 65 66 67 68 69 70 71 72 73 74 75 76 77 78 79 80 81 82 83 84 85 86 87 88 89 90 91 92 93 94 95 96 97 98 99 100 101 102 103 104 105 106 107 108 109 110 111 112 113 114 |                        |               |

꾸라이쉬 혹은 쿠레이쉬는 이슬람 성서 꾸르안의 106번째 장이다. 본 장엔 하나님(알라)의 은혜를 받은 꾸라이쉬족이 하나님께 감사하고 하나님만을 경배해야 한다는 내용이 담겨있다.
한국어 번역
106:0 비스밀라히르-라흐마니르-라힘
106:1 꾸라이쉬 족(族)의 보호(안위安慰)를 위하여
106:2 대상(隊商)으로 하여금 겨울과 여름에 안전하게 여행케 하였노라.
106:3 그러므로 그들이 이 집(카으바)의 주님을 경배하도록 하라.
106:4 그분은 기아(飢餓)에 처한 그들을 배불리게 해 주셨고 두려운 공포로부터 안전케 하여 주셨노라.